# Remember Me?
Remember Me? ist ein von Harry Warren komponiertes und Al Dubin getextetes Lied der Popmusik. Herausgegeben wurde das Lied von M. Witmark & Sons; erstmals war es 1937 im Film Mr. Dodd Takes the Air zu hören. Im selben Jahr erreichte es die Nummer 1 der Billboard-Charts.
Kenny Baker hat Remember Me? in dem Film Mr. Dodd Takes the Air gesungen. Auf der Oscarverleihung 1938 war es in der Kategorie „Bester Song“ für den Oscar nominiert, hatte jedoch gegenüber Harry Owens’ Song Sweet Leilani aus dem Film Waikiki Wedding das Nachsehen.
Neben Bing Crosby, Tommy Tucker, Kenny Drew, Jimmy Rowles und der australischen Band Tame Impala coverten weitere Interpreten den Song.